# Petrakivka, Katerînopil
Petrakivka (în ucraineană Петраківка) este o comună în raionul Katerînopil, regiunea Cerkasî, Ucraina, formată numai din satul de reședință.

## Demografie
Componența lingvistică a comunei Petrakivka
     Ucraineană (98,14%)
     Rusă (1,75%)
     Alte limbi (0,12%)
Conform recensământului din 2001, majoritatea populației comunei Petrakivka era vorbitoare de ucraineană (98,14%), existând în minoritate și vorbitori de rusă (1,75%).